# Легково (Вологодская область)
Легково — деревня в Вашкинском районе Вологодской области.
Входит в состав Пиксимовского сельского поселения, с точки зрения административно-территориального деления — в Пиксимовский сельсовет.
Расстояние по автодороге до районного центра Липина Бора — 49 км, до центра муниципального образования деревни Пиксимово — 9 км. Ближайшие населённые пункты — Екимово, Поповка, Бонга.

## Население
| 2010 |
| ---- |
| 3    |